# Dolní Morava
Dolní Morava (deutsch Niedermohrau) ist eine Gemeinde mit 286 Einwohnern (1. Januar 2004) in Tschechien. Sie liegt in 615 m ü. M., 7 km nordöstlich von Králíky, im Grenzbereich zwischen Böhmen und Mähren und gehört dem Okres Ústí nad Orlicí an.
Der beliebte Wintersportort am südwestlichen Fuß des Glatzer Schneegebirges wurde 1577 erstmals urkundlich erwähnt. Ein Teil befindet sich im Naturreservat Kralický Sněžník. Das langgestreckte Dorf liegt im Tal der March, die im Katastergebiet von Velká Morava entspringt.

## Ortsteile
Zur Gemeinde Dolní Morava gehören die Ortschaften Horní Morava (Obermohrau) und Velká Morava (Großmohrau).

## Geologie

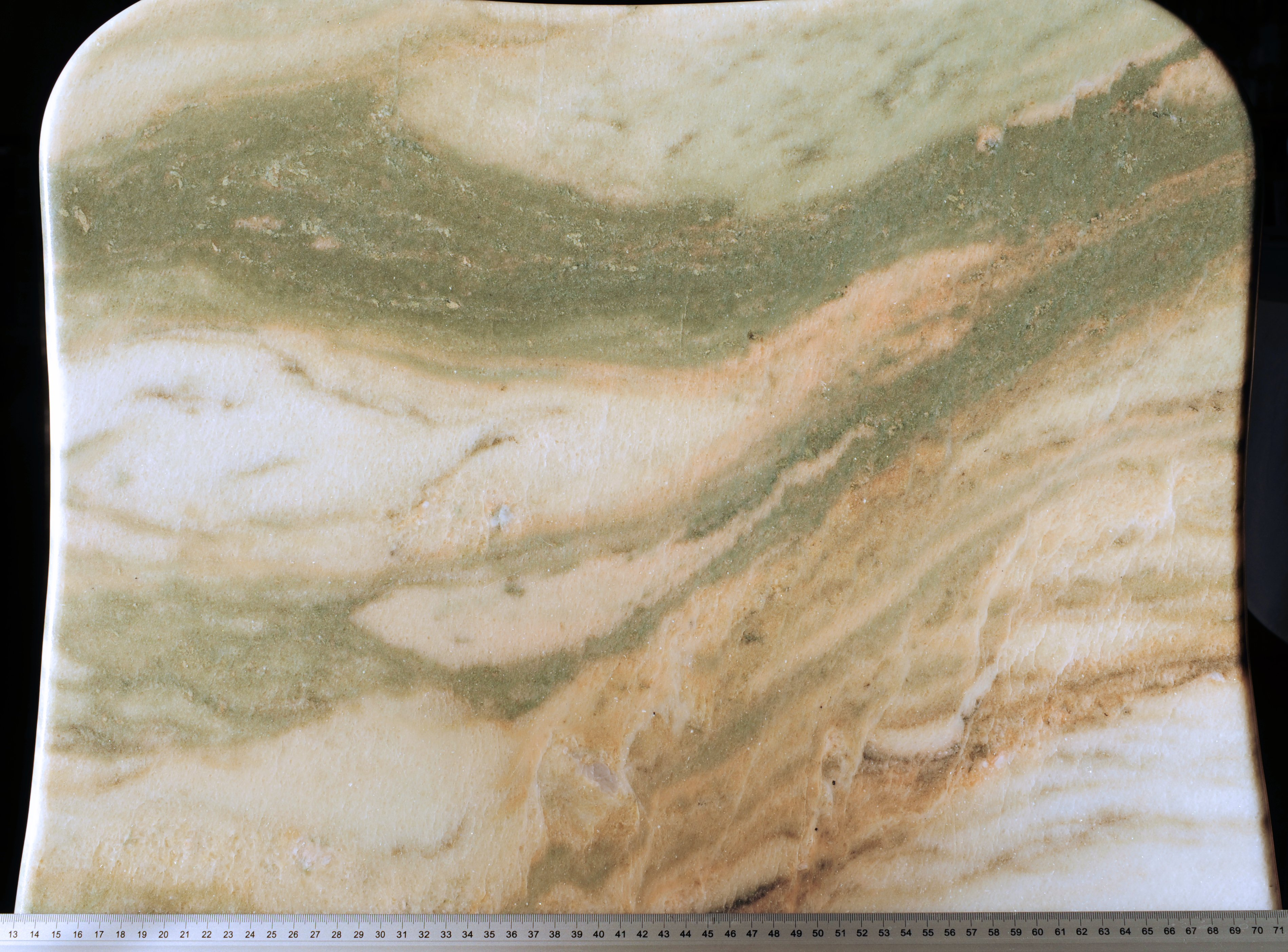
Schneeberg-Marmor mit allen Farbvariationen

Nordöstlich von Groß-Mohrau gibt es ein Vorkommen aus überwiegend hellem Marmor, das in einem Steinbruch abgebaut wurde und unter dem Namen Schneeberg-Marmor (tschechisch: Sněžníkovský mramor) vielseitige Anwendung fand.

## Sehenswürdigkeiten
- Kirche des Hl. Alois, 1725
- Stezka v oblacích, „Pfad in den Wolken“, Aussichtspunkt in den Glatzer Schneebergen; Architekt: Zdeněk Fránek[2]
- Sky Bridge 721, längste Fußgänger-Seilbrücke der Welt, 721 m Länge, 95 m über dem Boden

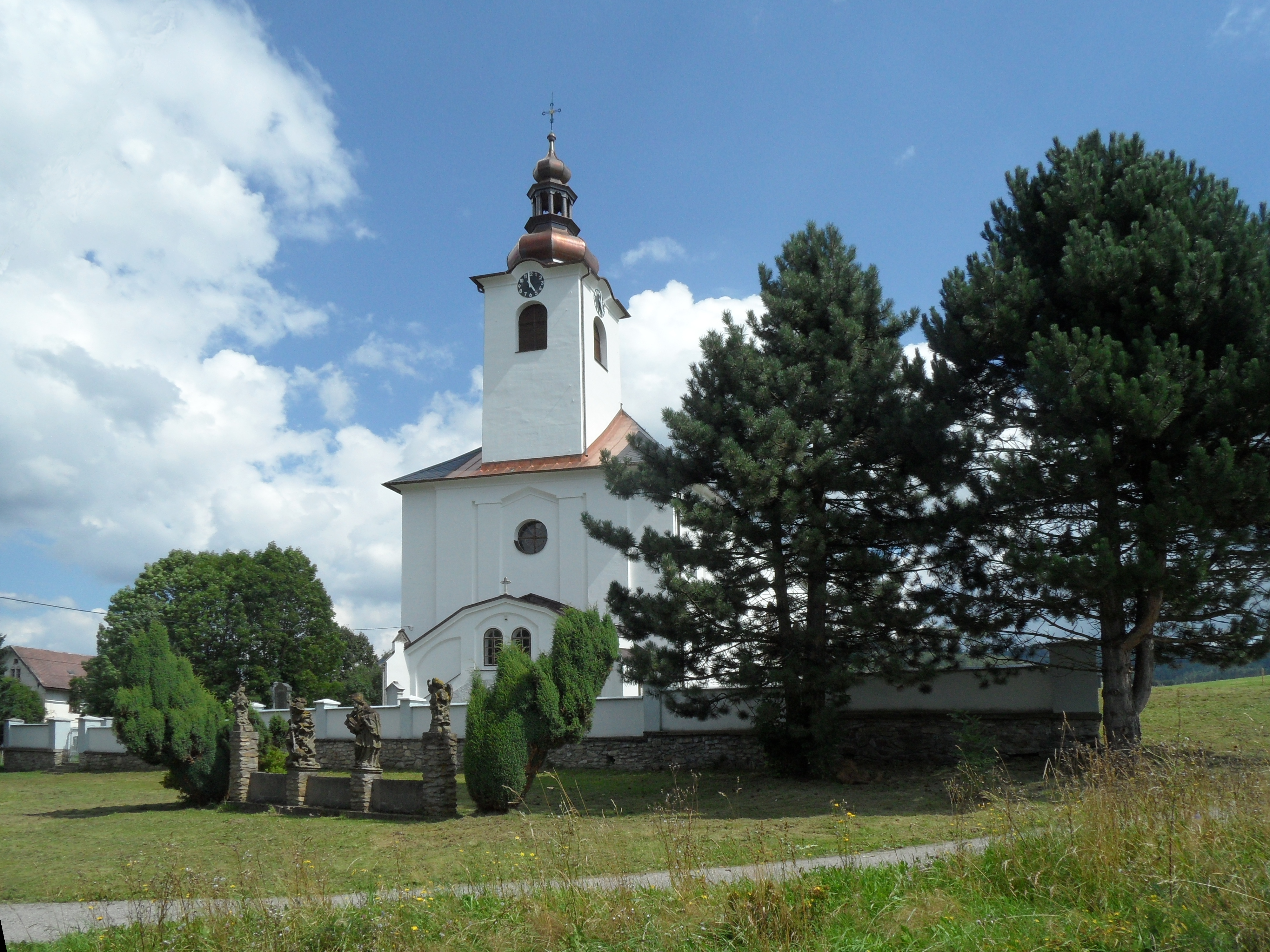
Aloisiuskirche
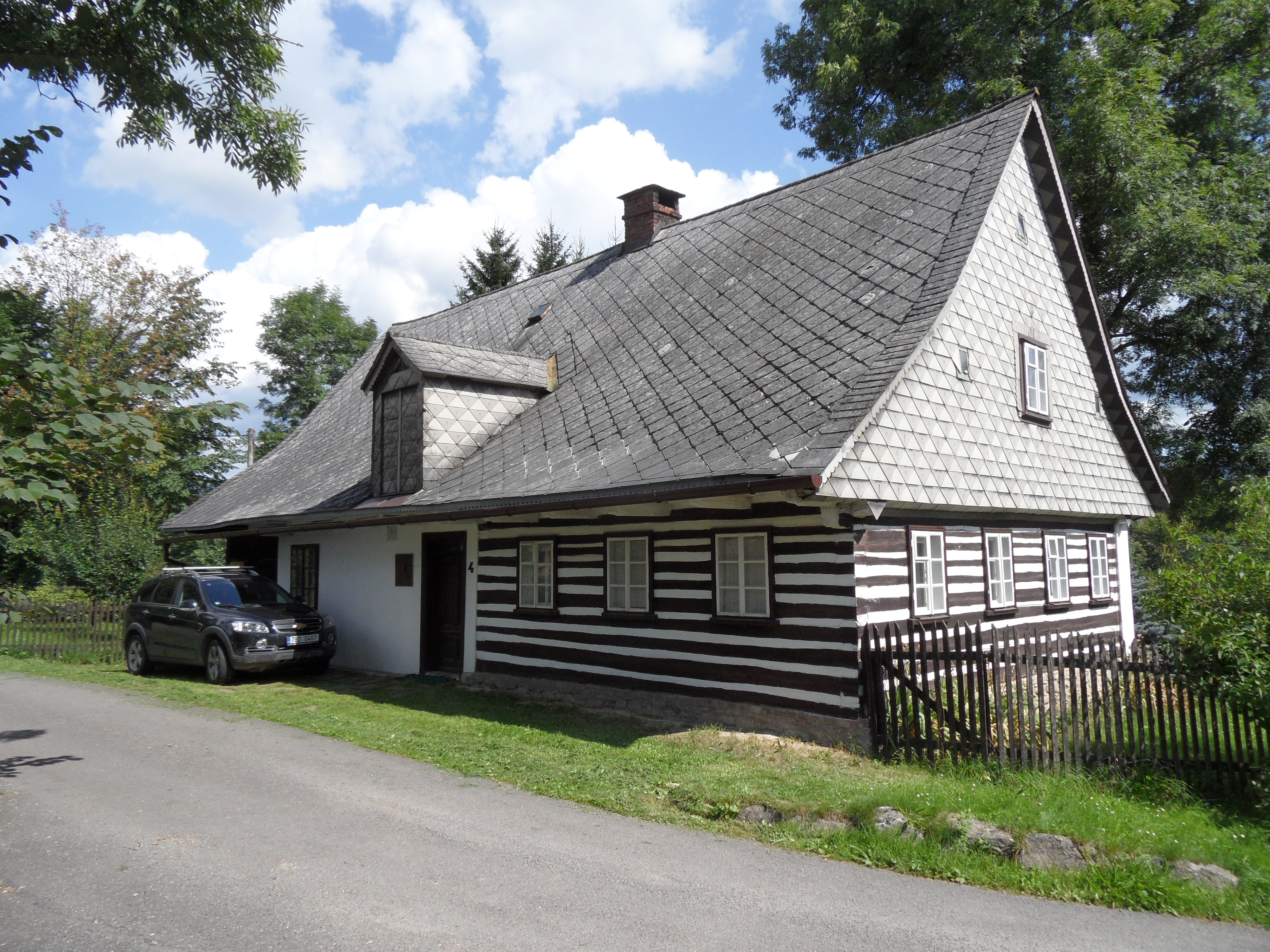
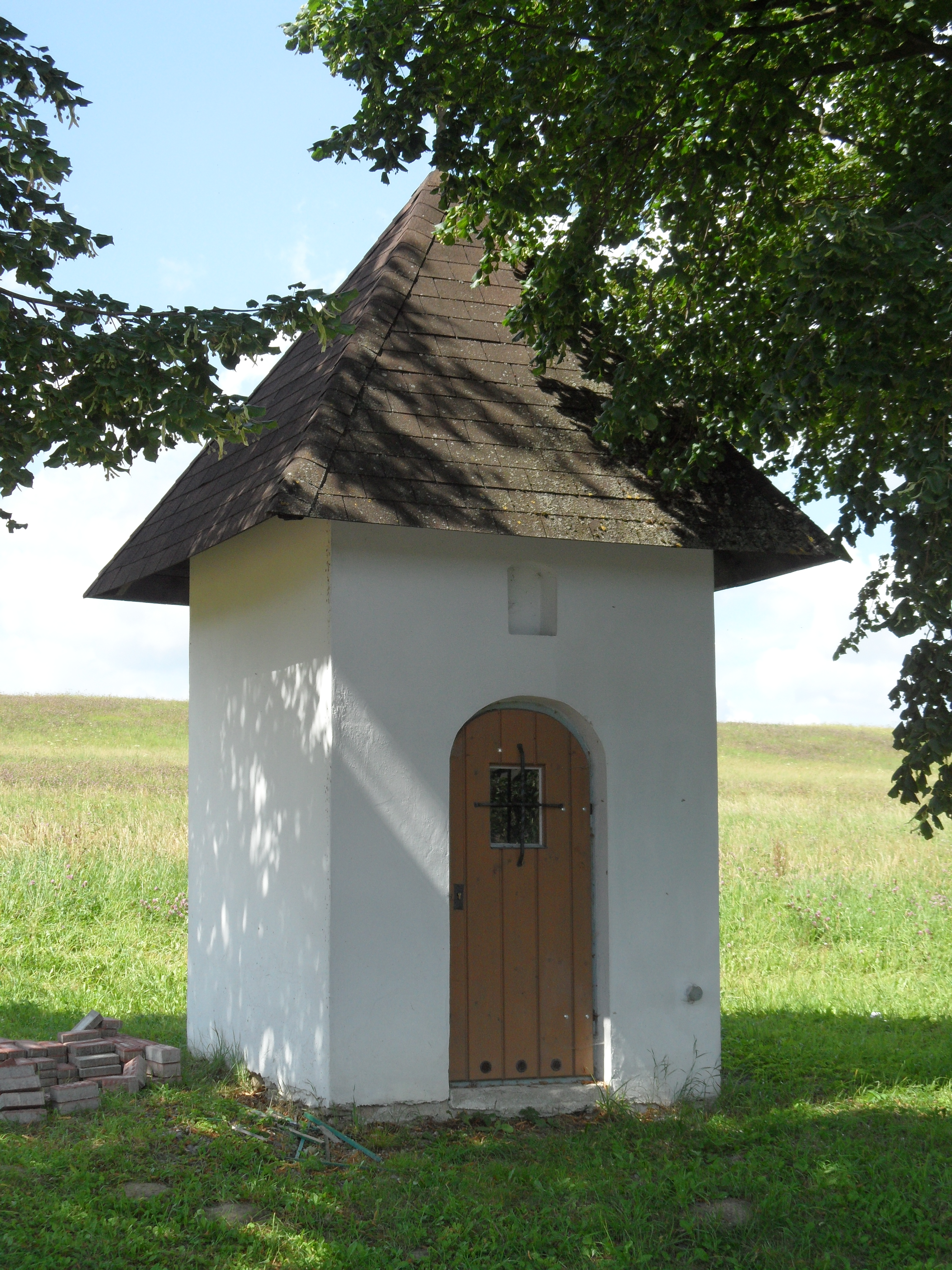
Kapelle
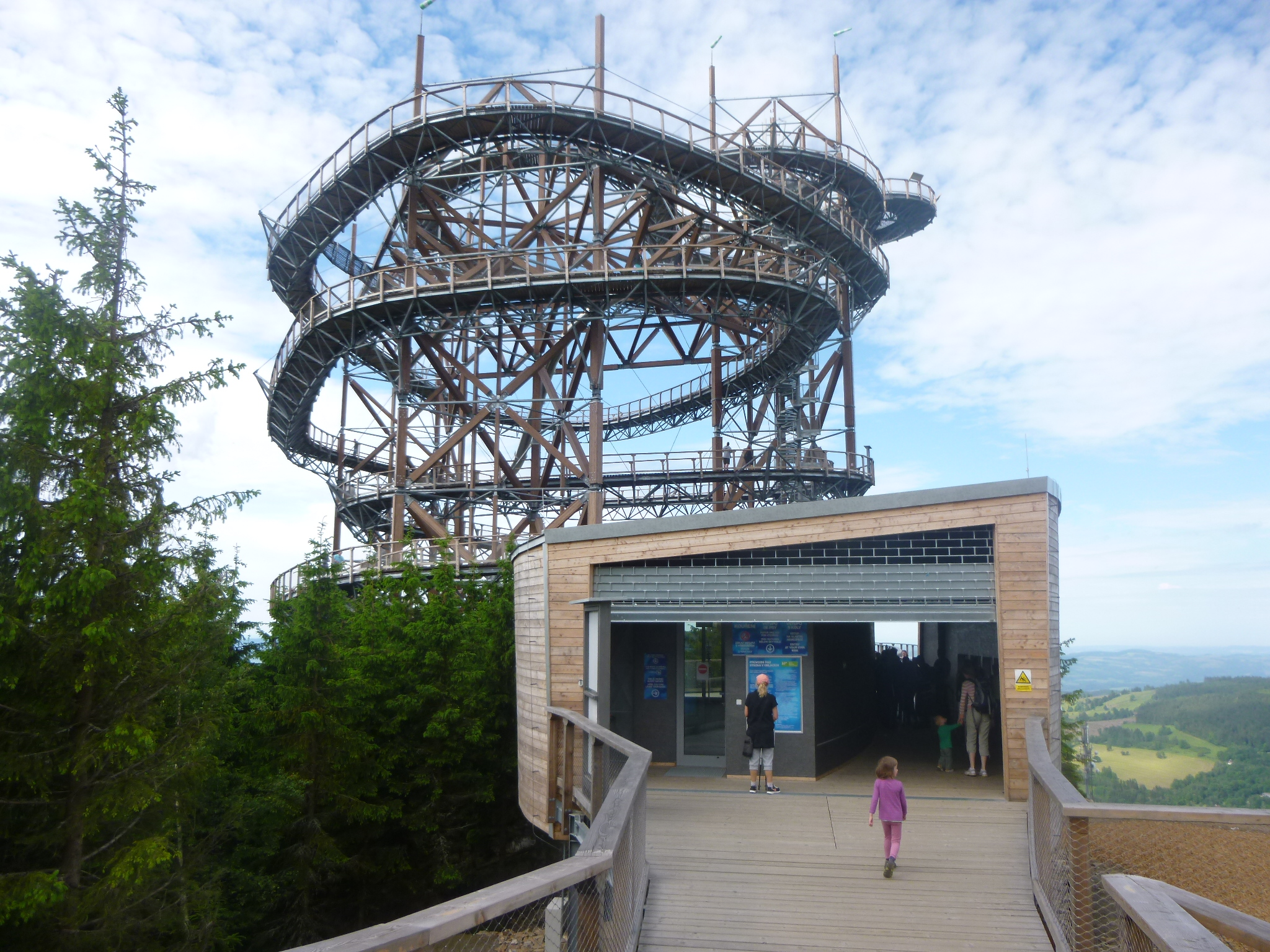
Stezka v oblacích